# Stanisław Józef Leonard Szober
Stanisław Józef Leonard Szober (n. 6 noiembrie 1879, Varșovia, d. 29 august 1938, Varșovia) a fost un lingvist polonez și pedagog. Din 1919 a fost profesor la Universitatea din Varșovia, în 1938 a devenit membru al Academiei Arte și Știinte. Este autorul „Dicționarului ortoepic” (1937), în edițiile de mai târziu (sub redacția lui Witold Doroszewski) sub denumirea „Dicționarul polonei corecte” (1958).